# Peter James
Peter James (* 22. srpna 1948 Brighton) je anglický spisovatel, scenárista a producent. Je jedním z nejprodávanějších autorů detektivek.

## Životopis
Narodil se v Brightonu 22. srpna 1948. Jeho matka Cornelia James byla proslulá svou výrobnou rukaviček pro královnu Alžbětu II., kterou řídila společně s jeho otcem Petera Jamese, který pracoval také jako účetní. Po vystudování filmové školy v Ravensbourne strávil několik let v Kanadě a ve Spojených státech amerických, kde pracoval jako scenárista a producent. V 70. letech 20. století založil vlastní nezávislou produkční společnost, která se brzy stala jednou z významných ve Spojených státech amerických. Později svůj podíl ve společnosti prodal a vrátil se do Anglie. Zde spoluzaložil v roce 1993 jednu z prvních britských internetových společností. O čtyři roky později spoluzaložil první filmovou společnost a v roce 2001 druhou, na které působil po tři roky jako generální ředitel. V Anglii patří mezi uznávané bestselerové autory a filmové producenty. Na svém kontě má kolem dvaceti filmů a seriálů, z těch novějších to je Kupec benátský s Al Pacinem v hlavní roli. Všechny jeho práce prozrazují mimo jiné, hluboký zájem o medicínu, přírodu a paranormální jevy. Díky svým hororům bývá někdy nazýván jako „britský Stephen King“. Má svůj rozhlasový pořad na BBC.
V současné době žije v Sussexu. Zabývá se nejen filmovou a literární tvorbou, ale i studiem prožitků mimo vlastní tělo, například při klinické smrti. K jeho koníčkům patří sbírání starých luxusních aut a závodění.

## Dílo
Peter James má na svém kontě již více než 15 000 000 prodaných výtisků a v současné době se připravuje televizní seriál podle jeho detektivek.

### Romány (Roy Grace Novels)
- Opravdu mrtev?/ Blízko smrti (Dead Simple, 2005) – v Česku 2005/2015
- Vražedné cédéčko/Smrt ze záznamu (Looking Good Dead, 2006) – v Česku 2006/2015
- Vraždy v rezidenční čtvrti/ Smrt ve vyšší společnosti (Not Dead Enough, 2007) – v Česku 2007/ 2016
- Po stopách mrtvého (Dead Man's Footsteps, 2008) – v Česku 2009
- Hon se smrtí (Dead Tomorrow, 2009)
- Mrtvá jako ty (Dead Like You, 2010) – v Česku 2011
- V sevření mrtvého (Dead Man's Grip, 2011) – v Česku 2012
- Na dveře klepe smrt (Not Dead Yet, 2012) – v Česku 2017
- Hodinky smrti (Dead Man's Time, 2013) – v Česku 2018
- Want You Dead (2014)
- You Are Dead (2015)
- Love You Dead (2016)
- Need You Dead (2017)
- Dead If You Don't (2018)

### Další romány
- Dead Letter Drop (1981)
- Atom Bomb Angel (1982)
- Billionaire (1983)
- Travelling Man (1984)
- Biggles: The Untold Story (1986)
- V moci zla (Possession, 1988) – v Česku 2001
- Zlé sny/ Muž v černé kukle (Dreamer, 1989) – v Česku 1994
- Srdíčko (Sweet Heart, 1991) – v Česku 1996
- Příšeří (Twilight, 1991) – v Česku 1993
- Proroctví (Prophecy, 1993) – v Česku 1994
- Parazit (Host, 1994) – v Česku 1995
- Alchemist (1996)
- Getting Wired (1996)
- The Truth (1997)
- Pomsta (Denial, 1998) – v Česku 2001
- Netvor (Faith, 2000) – v Česku 2002
- Dokonalá vražda (The Perfect Murder, 2010) – v Česku 2011
- Perfect People (2011)
- Twist of the Knife (2014) (short story collection)
- The House on Cold Hill (2015)
- Death Comes Knocking (2016)
- Absolute Proof (2017)